# Mario Šitum
Mario Šitum (ur. 4 kwietnia 1992 w Zagrzebiu) – chorwacki piłkarz występujący na pozycji pomocnika w FC Catanzaro. W swojej karierze grał także w takich zespołach jak NK Lokomotiva, Spezia Calcio i Lech Poznań.